# SOCS2
사이토카인 신호 2의 억제자(Suppressor of Cytokine Signalling 2, SOCS2)는 인간에서 SOCS2 유전자에 의해 암호화되는 단백질이다.
이 유전자는 사이토카인 신호(SOCS)의 억제자로도 알려진 STAT 유도 STAT 억제제(SSI) 계열의 구성원을 암호화한다. SSI 계열 구성원은 사이토카인 신호 전달의 사이토카인 유도 음성 조절제이다. 이 유전자의 발현은 에리트로포이에틴, 과립구 대식세포 콜로니 자극 인자(GM-CSF), IL-10 및 인터페론-감마 (IFN- 감마)를 포함하는 사이토카인의 서브 세트에 의해 유도 될 수 있다. 이 유전자에 의해 암호화 된 단백질은 인슐린 유사 성장 인자 1 수용체(IGF1R)의 세포질 도메인과 상호 작용하는 것으로 밝혀져 IGF1R 매개 세포 신호 전달의 조절에 관여하는 것으로 생각된다. 생쥐에 대한 녹아웃 연구는 또한 IGF-1 관련 성장 조절에서 이 유전자의 조절 역할을 제안했다.

## 상호작용
SOCS2는 인슐린 유사 성장 인자 1 수용체 및 에리트로포이에틴 수용체 와 상호작용하는 것으로 나타났다.